# Снігова королева 3: Вогонь і лід
«Снігова Королева 3: Вогонь та лід» (рос. Снежная Королева 3: Огонь и лёд) — третя частина анімаційної франшизи «Снігова Королева» спільного російсько-китайського виробництва російської студії Wizart Animation та китайської студії Flame Node Entertainment. Спів-сценаристом виступив Роберт Ленс, який брав участь в написанні сценарію ряду диснеївських мультфільмів.
Фільм вийшов у широкий прокат у Росії 29 грудня 2016 року. В Україні фільм вийшов у широкий прокат 19 січня 2017 року.

## Сюжет
Пірати, якими командувала Отаманша, пограбували банк маленького приморського містечка. Опір їм надав тільки хлопець, який назвався Роллан-легенда. Обеззброївши його, Отаманша дала йому книгу «Легенди тролів». Кай і Ґерда втомилися від мандрів і пішли в гості до Орма. Там вони познайомилися з Роланом і почули легенду про себе. В результаті Кай і Ґерда посварилися.
Кай разом з Альфідою (дочкою Отаманші) відправився подорожувати. Роллан розповів Ґерді легенду про Камінь, що виконує бажання, і вони вирушили в Заборонені печери тролів. Тільки діставшись, вони дізналися, що Камінь складається з двох чарівних частин: Вогонь та лід. Випустивши ці сили, вони стали винуватцями катастрофи світового масштабу …

## У ролях
На відміну від попередніх двох частин, в цій всі старі персонажі були озвучені іншими акторами.
| Персонаж                | Актор                        |
| ----------------------- | ---------------------------- |
| Герда                   | Наталія Бистрова             |
| Кай                     | Микола Бистров               |
| Роллан                  | Філіп Лебедєв                |
| Орм                     | Діомід Виноградов            |
| Альфіда / Отаманша      | Ольга Зубкова                |
| Аррог                   | Всеволод Кузнєцов            |
| Марібель                | Ірина Дерієнкова             |
| Шаман / Вогняний король | Олександр Груздєв            |
| Бабуся Орма             | Ольга Шорохова               |
| Рахат                   | Олег Новиков                 |
| Лукум                   | Філ Савенков                 |
| Хіппі                   | Михайло Тихонов              |
| Тролята                 | Ольга Зубкова Ольга Шорохова |
| Снігова Королева        | Катерина Африкантова         |
| Лута                    | Ді Бредлі Бейкер             |

## Український дубляж
Дубльовано студією «Tretyakoff Production» на замовлення кінокомпанії «MMD» у 2017 році.
Ролі дублювали: Аліса Гур'єва, Павло Лі, Михайло Тишин, Євген Малуха, Анастасія Зіновенко, Борис Георгієвський, Євген Пашин, Олена Узлюк, Олександр Завальський, Alina G та інші.

## Фестивалі і нагороди
- 2017 — Фестиваль «Calcutta International Cult Film Festival» в Індії 10 січня 2017 року.
- 2018 — 23й Відкритий Російський Фестиваль анімаційного кіно в Суздалі — Диплом в категорії «кращий повнометражний фільм» з формулюванням «за високі професійні стандарти анімації і успіх на міжнародній арені» вручається фільму «Снігова Королева 3: Вогонь та лід» (реж. О. Цицилін).

## Продовження
Кіностудія «Союзмультфільм», кінокомпанії Wizart Animation та Централ Партнершип у копродукції створили нову частину франшизи під назвою «Снігова Королева 4: Задзеркалля», прем'єра якої в Росії відбулася 1 січня 2019 року.